# オットー・ノイゲバウアー

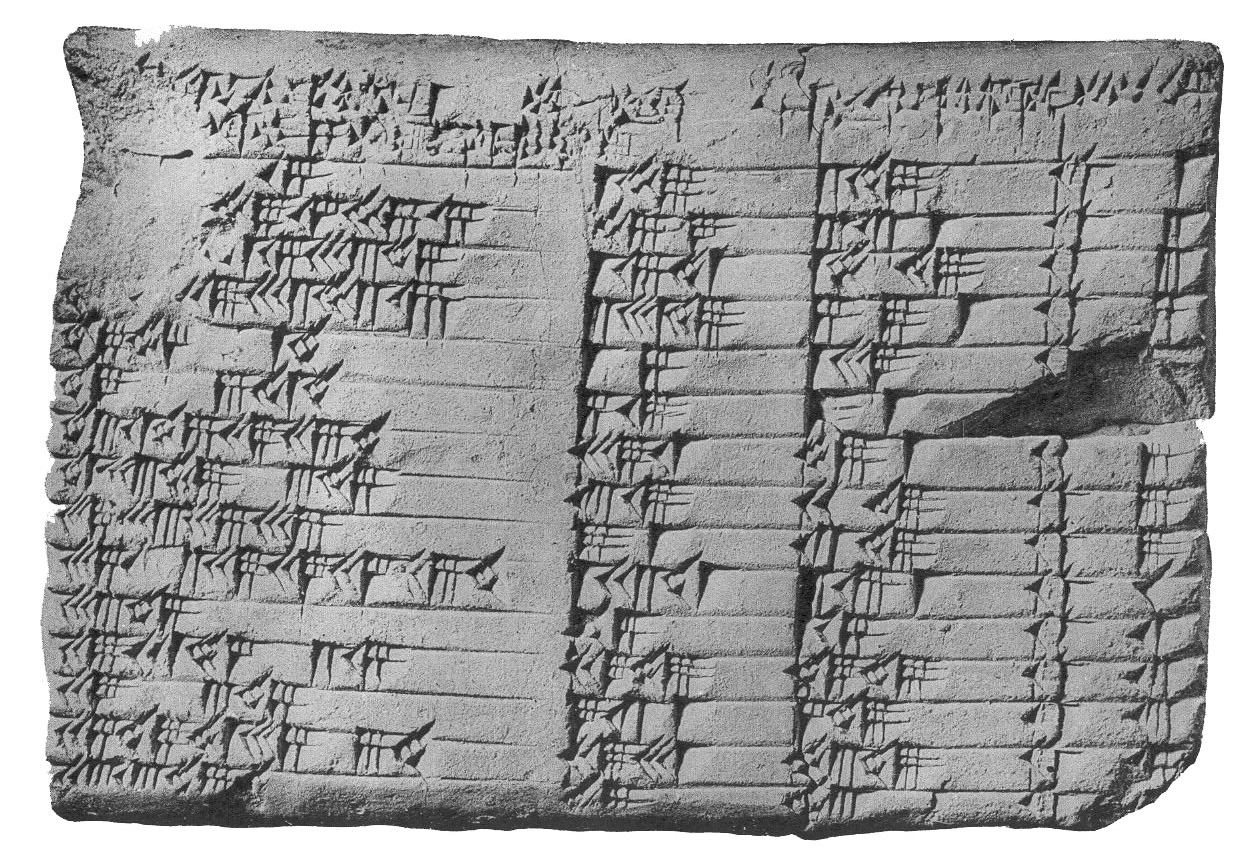
プリンプトン322と呼ばれる粘土板。1951年にノイゲバウアーはピュタゴラス数の表であることを指摘した。

オットー・エドゥアルト・ノイゲバウアー （ Otto Eduard Neugebauer, 1899年5月26日 - 1990年2月19日）は、オーストリア系アメリカ人の数学者、科学史家。
古代から中世にかけての天文学及び精密科学の歴史に関する研究で知られるようになった。古代バビロニアの粘土板の研究を通して、古代バビロニア人たちが従来認識されてきたよりずっと多くの数理的知識や天文学的知識を持っていたことを明らかにした。米国科学アカデミーは、ノイゲバウアーを「同世代の精密科学史研究者の中で最も独自かつ生産的な研究者であり、おそらくは科学史の分野においてもそうである」と評した。
ノイゲバウアーは当初、数学者として学問的キャリアを開始したが、まず、エジプトとバビロニアの数学に転向し、その後、数理的天文学の歴史研究に携わるようになった。65年間に及ぶノイゲバウアーの研究成果により、バビロニア、エジプト、インドから始まり、古代ギリシア・ローマ世界と中世イスラーム世界を経由して中世ヨーロッパ、ルネサンスへと受け継がれた数理的天文学に関する知見は、大いに豊かなものとなった。また、精密科学の歴史の研究における彼の影響は大きなものがある。
　

## 生涯
オットー・ノイゲバウアーは、オーストリアのインスブルック生まれ。父、ルドルフ・ノイゲバウアーは鉄道建設技術者であり、ペルシア絨毯の収集家・研究家であった。その父と母を、オットーはとても幼い頃に亡くしている。第一次世界大戦のときにはオーストリア帝国軍に徴兵され、砲兵士官としてイタリア戦線に従軍したが捕虜となった。収容先のイタリア軍の捕虜収容所は、同郷のルートウィヒ・ウィトゲンシュタインが収容されていた場所と同じところだった。終戦後の1919年にグラーツ大学の電気工学科と物理学科に入る。1921年にはミュンヘン大学へ移った。1922年から1924年までの間は、ゲッティンゲン大学の数学研究所にて、リヒャルト・クーラント、エトムント・ランダウ及びエミー・ネーターの下で数学を研究した。1924年から1925年の間はコペンハーゲン大学に在籍していた。

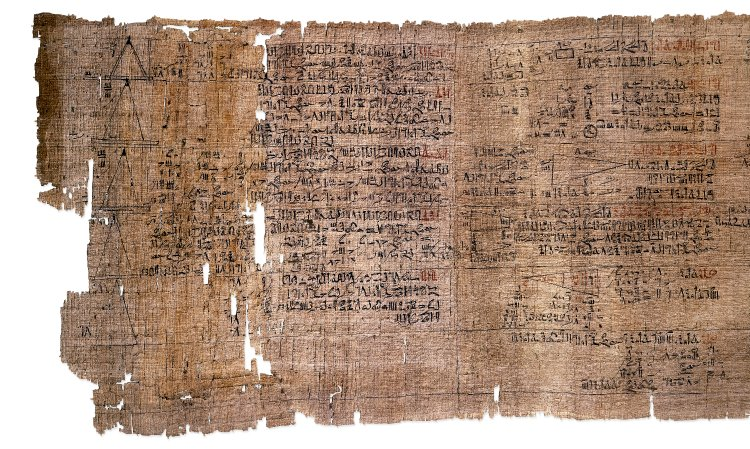
リンド・パピルスの断片。大英博物館蔵。

ゲッティンゲン大学で数学の博士論文を準備していた頃、東洋学に関心を持ち始めた。コペンハーゲン大学で彼の関心はさらに、エジプト数学の歴史へと向かう。1926年の学位論文、"Die Grundlagen der ägyptischen Bruchrechnung （分数を用いたエジプトの算術の原理）" (Springer, 1926) は、リンド・パピルスに記載されていた表の数学的分析であった。1927年に数学史の教授職資格 (venia legendi) を得て、私講師 (Privatdozent) として働いた。また、同年には、古代バビロニアの数学についての最初の論文を著した。その中では、六十進法の起源が論じられた。

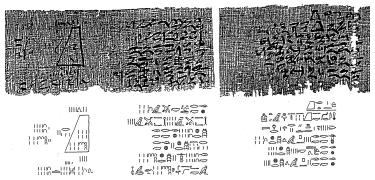
モスクワ数学パピルスの第14問。

1929年、ノイゲバウアーは出版社のシュプリンガーに、数理科学の歴史を専門に扱う叢書 Quellen und Studien zur Geschichte der Mathematik, Astronomie und Physik (QS) を創設した。この叢書から、彼はさらに、算術と幾何学分野におけるエジプトの計算機（算盤）の技術についての論文を出版する。その中には幾何学分野における最も重要なテクストであるモスクワ数学パピルスに関するものも含まれる。1928年にノイゲバウアーは、レニングラードにてモスクワ・パピルスの研究を行っている。
1931年には評論雑誌 Zentralblatt für Mathematik und ihre Grenzgebiete (Zbl) を創設した。この雑誌の創設は現代数学への最も重要な貢献となった。ヒトラーが首相となった1933年に、ノイゲバウアーは新しい政府への忠誠の近いに署名を求められた。彼がこれを拒否したところ、すぐに停職させられた。そこで1934年にコペンハーゲン大学へ行き、正式な教授として数学を教える。1936年には、ディオファントス方程式を用いる文献の年代特定と分析の方法について論じた論文を発表した。また、1935年から1937年の間に、Mathematische Keilschrift-Texte (MKT) と題された、膨大、詳細かつ洞察に優れたコーパスを発表した。このコーパスでは、古代バビロニアにおいて知られていた数学が、古代エジプトや古代ギリシアの頃に知られていた数学から想像されるものより遥かに豊かなものであったことが示された。
創設した雑誌 Zentralblatt がナチスに奪われてしまったため、1939年にノイゲバウアーはアメリカ合衆国へ移住し、ブラウン大学の招きに応じて同大学の数学科に入った。そこで Mathematical Reviews の編集に携わった。アメリカの市民権を取得し、残りのキャリアのほとんどをブラウン大学で過ごすこととなった。1947年にはブラウン大学がノイゲバウアーのために創設した数学史学科の初代主任教授となった。
1945年にはアッシリア学の専門家エイブラハム・ザックスとの共同研究で、『楔形文字数学文献』（Mathematical Cuneiform Texts）を出版した。本書は英語で書かれた古代バビロニア数学の基本書であり続けている。1967年には、アメリカ天文学会からヘンリー・ノリス・ラッセル講師職を授与された。1977年には米国科学アカデミー会員になり1979年には米国数学協会から、数学への顕著な功績に対して賞が贈られた。1984年には、1950年からメンバーであったプリンストン高等研究所へ移籍した。
ノイゲバウアーは、暦の歴史にも興味を持ち、コプト暦とその起源を、およそ紀元4世紀頃のユダヤ暦に基づいて復元した。この資料は、従来これら二種類の暦に用いられた資料と比較して、少なくとも200年は古い資料であった。ノイゲバウアーの考察によると、ユダヤ暦は、一週間を7日間とするアレクサンドリア式の一年の数え方で19年を1サイクルとする(メトン周期)ものであったが、キリスト教徒はこれに若干の変更を加え、復活祭が過ぎ越しの日と重ならないようにしたものであった。教会史の研究において、教会暦は、非常に高度でとても複雑なものであったと考えられていたが、ノイゲバウアーの研究によって、それが至ってシンプルなものであったことが判明した。
1988年に、ノイゲバウアーは、ギリシアのパピルスの断片を研究した。この研究により、バビロニアの天文学がギリシア人へと集中的に伝わった時期が特定された。また、バビロニア天文学の方法論が400年間、プトレマイオスの『アルマゲスト』以後でさえも、ずっと使われ続けていたことがわかった。
ノイゲバウアーの最後の論文は、「アッシリア学からルネッサンス芸術まで」というタイトルで、1989年に発表された。同論文は、月の公転周期の平均長という、一つの天文学的変数を詳述する。その資料は、楔形文字のタブレットから始まり、前述のパピルスの断片、ユダヤ暦、15世紀初頭の時祷書にまで及ぶ。
1986年には、ノイゲバウアーの「古代世界の精密科学、特に、古代メソポタミア、エジプト、ギリシアの天文学の基礎研究に対して」バルザン賞が贈られた。バルザン賞授与委員会は、受賞理由を「新資料に基づいた古代の科学についての知見をわれわれにもたらし、また、それが古典・中世世界へと伝播されるさまを明らかにした。また、科学史への興味を喚起し、さらなる研究へと向かわせることに、大きな成功を収めた」とした。ノイゲバウアーは、賞金の25万スイス・フランを、プリンストン高等研究所に寄付した。
なお、カリフォルニア工科大学の物理学者・赤外線天文学者のゲリー・ノイゲバウアーは、本項のオットー・ノイゲバウアーの息子である。

## 受賞・栄典
- John F. Lewis Prize (American Philosophical Society, 1952)
- Heineman Prize for the Exact Sciences, 1953
- American Council of Learned Societies' Award (1961)
- Austrian Decoration for Science and Art (1973)
- Pfizer Award (1975 and 1985; History of Science Society)
- Distinguished Service Award, Mathematical Association of America (1979)
- Balzan Prize (1986) for pioneering studies in the field of exact sciences in antiquity, especially Mesopotamian, Egyptian and Greek astronomy
- ベンジャミン・フランクリン・メダル (アメリカ哲学協会, 1987)
- Susan Culver Rosenberger Medal of Honor (Brown University, 1987)
- Honorary doctorates from University of St Andrews (1938), Princeton University (1957) and Brown University (1971)
- Member of various scientific academies in Vienna, Paris, Copenhagen and Brussels, the British Academy, the Irish Academy, the National Academy of Sciences, the American Philosophical Society

1936年には、オスロで開かれた国際数学者会議において、「先ギリシア時代の数学と、その数学のギリシアに対する相対的な位置づけ」と題した記念講演を行った。

## 主な著作

### 論文
- "The Early History of the Astrolabe." Isis 40 (1949): 240–56.
- "The Study of Wretched Subjects." Isis 42 (1951): 111.
- "On the 'Hippopede' of Eudoxus." Scripta Mathematica 19 (1953): 225–29.
- "Apollonius' Planetary Theory." Communications on Pure and Applied Mathematics 8 (1955): 641–48.
- "The Equivalence of Eccentric and Epicyclic Motion According to Apollonius." Scripta Mathematica 24 (1959): 5–21.
- "Thabit Ben Qurra 'On the Solar Year' and 'On the Motion of the Eighth Sphere.'" Proceedings of the American Philosophical Society 106 (1962): 264–98.
- "On the Allegedly Heliocentric Theory of Venus by Heraclides Ponticus." American Journal of Philology 93 (1973): 600–601.
- "Notes on Autolycus." Centaurus 18 (1973): 66–69.
- "Studies in Ancient Astronomy. VIII. The Water Clock in Babylonian Astronomy." Isis, Vol. 37, No. 1/2, pp. 37–43. (May, 1947). JSTOR link. Reprinted in Neugebauer (1983), pp. 239–245 (*).
- (with Richard A. Parker) "Egyptian Astronomical Texts: Iii. Decans, Planets, Constellations, and Zodiacs."

### 著書
- (with Abraham Sachs, eds.). Mathematical Cuneiform Texts. American Oriental Series, vol. 29. New Haven: American Oriental Society, 1945.
- The Exact Sciences in Antiquity. Princeton: Princeton University Press, 1952; 2nd edition, Brown University Press, 1957; reprint, New York: Dover publications, 1969. ISBN 978-0-486-22332-2
- Astronomical Cuneiform Texts. 3 volumes. London:1956; 2nd edition, New York: Springer, 1983. (Commonly abbreviated as ACT)
- The Astronomical Tables of al-Khwarizmi. Historiskfilosofiske Skrifter undgivet af Det Kongelige Danske Videnskabernes Selskab, Bind 4, nr. 2. Copenhagen: Ejnar Munksgaard, 1962.
- Ethiopic Astronomy and Computus. Wien: Verlag der Österreichischen Akademie der Wissenschaften, 1979.
- A History of Ancient Mathematical Astronomy 3 vols. Berlin: Springer, 1975. (Commonly abbreviated as HAMA)
- Astronomy and History: Selected Essays. New York: Springer, 1983.